# Pietro Bernini
Pietro Bernini, (Firenza, 6. svibnja 1562. — Rim, 29. kolovoza 1629.), bio je talijanski kipar i arhitekt. Bio je otac Giana Lorenza Berninija.
Djela Pietra Berninia odišu kasnim manirističkim stilom, između ostalog u djelu Fontana della Barcaccia (1627. – 1629.) podno Španjolskih stuba u Rimu. Za baziliku sv. Marije Velike izradio je veliki reljef  ”Uznesenje Djevice Marije” (1608. – 1610).